# Schulhaus (Haintchen)
Das spätklassizistische Schulhaus in Haintchen im Taunus, einem Ortsteil der Gemeinde Selters (Taunus) im Landkreis Limburg-Weilburg, ist ein denkmalgeschütztes Schulgebäude.

## Architektur und Geschichte

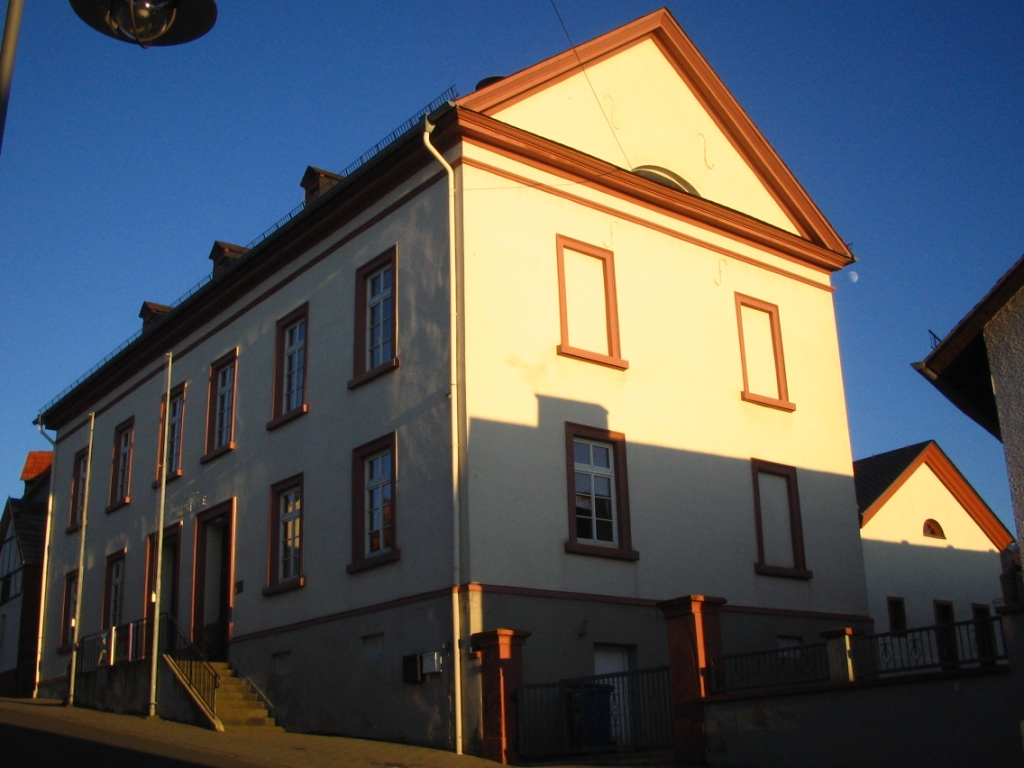
Klassizistisches Schulhaus aus dem Jahr 1843/1844

Das zwischen den Jahren 1843 und 1844 erbaute Schulhaus im spätklassizistischen Baustil, durch den Landbaumeister Eduard Bautzer aus Weilburg, von stattlicher, durch die hohe Lage noch betonter Größe, ist eine weitere Sehenswürdigkeit des Dorfes. Die Schule besitzt einen doppelten Eingang mit Windfängen und einer gemeinsamen Vortreppe. Auffallend sind die gegliederten Kassettentüren. In charakteristischer Form zeigt sich das Satteldach mit dem knappen Kranz- und Giebelgesims.
Symmetrisch zugeordnet befindet sich im Hof der ehemalige Schulstall (Ökonomiegebäude), das in den Jahren 2002/2003 als neuer Klassenraum umgebaut wurde.
Zwischen dem Landkreis Limburg-Weilburg und der Gemeinde Selters (Taunus) wurde am 7. August 2019 der Grundstücksübergabevertrag, für die Alte Schule im Ortsteil Haintchen, vorgenommen. Die Planungen sahen vor, das Schulhaus zu sanieren und in ein Vereins- und Bürgerbegegnungszentrum umzuwidmen.
Die Sanierungsarbeiten des Schulhauses begannen zum Ende des Jahres 2020 und sollten ursprünglich im Juni 2022 abgeschlossen werden. Die Räumlichkeiten sollen den Vereinen, Gremien und Gruppierungen zur Verfügung stehen, ein Dorfmuseum soll entstehen und eine Bücherei der Gemeinde sich etablieren. Der gegenüberliegende ehemalige Schulstall (Ökonomiegebäude) wird in das Projekt mit einbezogen und für Veranstaltungen genutzt.
Während der Sanierung des denkmalgeschützten Schulhauses kam es durch Auftreten von Hausschwamm, zusätzliche Ausfälle von Handwerkern und Engpässe bei der Materialbeschaffung zu Verzögerungen. Der Fertigstellungstermin verzögerte sich bis Anfang Mai 2023. Die ursprünglich auf 806.000 € bezifferten Sanierungskosten verteuerten sich auf 1,086 Millionen Euro. Die Einweihung mit feierlichem Festakt, verbunden mit der Einsegnung des Gebäudes, vollzog sich am 12. Mai 2023 unter Beteiligung von geladenen Gästen, Kommunalpolitiker und interessierte Haintchener Einwohnern.
Der Tag der offenen Tür der Alten Schule Haintchen war am 14. Mai 2023. In und um das Schulhaus wurde zahlreiche Aktivitäten und Stände, organisiert von den Ortsvereinen, den Besuchern präsentiert. Mit einem abwechslungsreichen Programm im Schulhof und dem sanierten Schulhaus wurde die Eröffnung von der Bevölkerung gefeiert.

## Vorgeschichte
Aus dem Jahr 1664 stammt die erste Erwähnung einer Schule in Haintchen. Diese alte Schulhaus stand rechts hinterm dem Chor und Sakristei der Pfarrkirche St. Nikolaus und war baufällig geworden. Von 1779 bis 1844 war das Schullokal gegenüber dem alten Schulhaus, links der Pfarrkirche. Dieses Gebäude wurde vermutlich um das Jahr 1700 als Pfarrhaus gebaut.

## Schulgeschichte
Bis zum Schuljahresende 1967/1968 diente das Gebäude als Volksschule. Die Oberstufe (Klasse 5–8) wurde seit der Einführung der 9. Klasse, vom Hessischen Kultusministeriums, ab dem Schuljahr 1964/1965 in Eisenbach danach in Niederselters unterrichtet.
Seit dem Schuljahr 1968/1969 wurde das Schulgebäude als Grundschule genutzt. In den Jahren danach mussten die Eltern und Gemeinde immer wieder um den Verbleib der Grundschule im Dorf kämpfen, deren Existenz auch durch sinkende Schülerzahlen bedroht war. Am 1. Januar 1970 ging in Hessen die Schulträgerschaft von den Gemeinden auf die Landkreise über. Um in Haintchen die Grundschule zu erhalten, waren die Eltern auch bereit, selbst mit Hand anzulegen. So wurde im Frühjahr 1971 die Lehrerdienstwohnung im 1. Stock mit Hilfe der Eltern zum neuen Klassenraum für das 1. und 2. Schuljahr umgebaut. Durch die Versetzung der Schulleiterin verlor die Grundschule Haintchen im August 2011 die Eigenständigkeit und wurde zur Außenstelle der Mittelpunktschule Goldener Grund in Niederselters. Im August 2012 erfolgte auf Initiative des Schulleiters der Mittelpunktschule Goldener Grund in Niederselters die Beschulung der 1., 2. und 3. Klasse am Standort Niederselters. Lediglich die 4. Klasse wurde bis zu den Sommerferien des Schuljahres 2012/2013 noch in Haintchen unterrichtet. Im August 2013 erfolgte keine Beschulung mehr am Standort Haintchen.
Die Haintchener Grundschule war bis zu diesem Zeitpunkt eine der kleinsten Grundschulen des Landkreises Limburg-Weilburg.